# Riders Tour
Die Riders Tour ist eine seit dem Jahr 2001 ausgetragene Turnierserie im Springreiten, deren Austragungsorte sich bis auf wenige Ausnahmen in Deutschland befinden. Sehr erfolgreich über die Jahre war die Familie Beerbaum, die in den Jahren 2001 bis 2005, 2007, 2009, 2011 und 2017 jeweils den Gesamtsieger stellte. Das Teilnehmerfeld besteht überwiegend aus national und international erfolgreichen Springreitern aus dem deutschen Sprachraum, ergänzt durch einige international erfolgreiche Teilnehmer aus dem europäischen Ausland. Die Turniere werden üblicherweise als CSI 3* oder CSI 4* ausgeschrieben.

## Etappen und Sponsoren
Titelsponsor der Serie ist seit 2019 die BEMER Int. AG, dementsprechend wird die Serie offiziell als BEMER-Riders Tour bezeichnet. BEMER war zuvor ab 2016 Hauptsponsor der Riders Tour. Vorherige Titelsponsoren waren unter anderem die Gold-Zack AG, die Liechtensteiner Bank LGT sowie von 2010 bis 2018 die Deutsche Kreditbank.
Mit dem Verlust des bisherigen Titelsponsors war nach der Saison 2018 die Zukunft der Turnierserie ungeklärt. Die folgende Saison brachte die größten Veränderungen im Saisonkalender seit über einem Jahrzehnt: Das Pfingstturnier Wiesbaden und die Abschlussetappe bei den Munich Indoors schieden aus der Serie aus. Neu hinzu kamen zwei norddeutsche Turniere, die von der PST Paul Schockemöhle Marketing GmbH veranstaltet werden.
Die Saison 2021/2022 war, nachdem es keine Saison 2020 gegeben hatte, unter den Rahmenbedingungen COVID-19-Pandemie und den Nachwirkung eines großen Ausbruch des Equinen Herpesvirus 1 (EHV-1) völlig anders aufgebaut. Die Saison 2022/2023 setzte diese Entwicklung fort: Das Deutsche Springderby, welches nach zwei Jahren Pause wieder ausgetragen wird, schied aus der Serie aus. Damit ging die letzte Etappe, die ab der ersten Saison 2001 durchgängig Teil der Riders Tours war, der Turnierserie verloren. Auch das Pferdefestival in Redefin schied nach zwei Saisons wieder aus der Serie aus. Neu hinzu kommen erstmals seit 2005 mit Ommen, Lier und Wiener Neustadt wieder Turniere außerhalb Deutschlands.
Damit umfasst die Riders Tour Prüfungen bei folgenden Turnieren:
- CSI 4* Horses & Dreams, Hagen am Teutoburger Wald
- CSI 3* „Pferd International“ München-Riem
- CSI 3* „CSI Ommen“, Ommen, Niederlande (neu in der Saison 2021/2022)
- CSI 2* „Fest der Pferde“ Donaueschingen-Immenhöfe
- CSI 4* Turnier der Sieger, Münster
- CSI 3* „Riders Tour Azelhof“, Lier, Belgien (neu in der Saison 2021/2022)
- CSI 2* „CSI Arena Nova“, Wiener Neustadt, Österreich (neu in der Saison 2021/2022)
- CSI 3* VR Classics, Neumünster (Abschlussetappe Anfang des Folgejahres)

## Punktevergabe und Preisgeld
Die Punktevergabe wird wie folgt vorgenommen:
| Platz  | 1  | 2  | 3  | 4  | 5  | 6  | 7 | 8 | 9 | 10 | 11 | 12 | 13 | 14 | 15 |
| Punkte | 20 | 17 | 15 | 13 | 11 | 10 | 9 | 8 | 7 | 6  | 5  | 4  | 3  | 2  | 1  |

Nach ihrem Start im Jahr 2001 war die Riders Tour lange die höchstdotierte Turnierserie im Springreiten. Im Jahr 2007 war der Gesamtsieg der Serie noch mit 250.000 € (Gesamtdotation Einzelwertung: 510.000 €) dotiert. Im Jahr 2008 wurde entschieden, als Preis für den Sieger und die Platzierten in der Gesamtwertung stattdessen (hochwertige) Sachpreise auszuschütten. Im Gegenzug wurde das Preisgeld pro Wertungsprüfung auf 150.000 € erhöht. Mit Beginn des Jahres 2009 sank dieser Betrag auf rund 100.000 €. Nachdem die Fernsehübertragung der Riders-Tour-Prüfungen ab dem Turnier in Münster in die Dritten Programme verschoben wurde, erfolgte – mit Wirkung ab der Etappe Paderborn – eine weitere Absenkung auf 80.000 €. Im Jahr 2015 lagen die Preisgelder der Wertungsprüfungen zwischen 75.000 Euro (Paderborn) und 120.000 Euro (Hamburg).

## Rider of the year
Den Titel „Rider of the year“ konnten mit dem Seriensieg bisher folgende Reiter verbuchen:
- 2001–2003:  Ludger Beerbaum
- 2004 und 2005:  Meredith Michaels-Beerbaum
- 2006:  Thomas Frühmann
- 2007:  Meredith Michaels-Beerbaum
- 2008:  Carsten-Otto Nagel
- 2009:  Ludger Beerbaum
- 2010:  Denis Lynch
- 2011:  Ludger Beerbaum
- 2012:  Luciana Diniz
- 2013:  Carsten-Otto Nagel
- 2014:  Holger Wulschner
- 2015:  Janne Friederike Meyer
- 2016:  Marcus Ehning
- 2017:  Markus Beerbaum
- 2018:  Christian Ahlmann
- 2019:  Nisse Lüneburg
- 2021/2022:  Patrick Stühlmeyer
- 2022/2023:  Janne Friederike Meyer

## Das sportliche Reglement der Riders Tour (Stand: 2016)

### Die Qualifikationsprüfung
Startberechtigt sind
- Die 25 besten Reiter der FEI-Weltrangliste Springreiten,
- Die besten 3 Reiter des Riders Tour Endklassements des Vorjahres,
- Die besten 5 der jeweils aktuellen Riders Tour Rangliste (bei der ersten Wertungsprüfung zählt der Endstand der Vorsaison) und
- zusätzliche Reiter, die auf dem jeweiligen Turnier Startberechtigungen erhalten.

### Die Wertungsprüfung
- Startberechtigt sind: Die besten 25 Reiter der Weltrangliste, die besten 3 Reiter des Riders Tour-Endklassements des Vorjahres sowie die besten 5 des jeweils aktuellen Riders Tour Rankings (bei der ersten Wertungsprüfung die besten 5 des Riders Tour-Endklassements des Vorjahres). Zusätzlich bis zu einer Gesamtstarterzahl von maximal 50 Startern die besten Reiter aus der Qualifikationsprüfung.
- Prüfung: Als Wertungsprüfung der Riders Tour zählt die jeweilige Hauptprüfung am Sonntag. Hierbei handelt es sich – mit Ausnahme der zweiten Etappe, dem Deutschen Springderby – um ein Springen mit zwei Umläufen.

Nach Abschluss der Riders Tour-Saison ist der Reiter mit den meisten Wertungspunkten Sieger – der Rider of the year. Es gehen ab der Saison 2016 maximal vier Ergebnisse pro Reiter in die Gesamtwertung ein. Zur Berücksichtigung eines Reiters im Endklassement ist ein Start bei den Munich Indoors – der letzten Etappe der Serie – Pflicht. Sollte es bei der Ermittlung des „Rider of the Year“ nach dem Ende der letzten Etappe der Riders Tour Punktgleichheit auf den Rängen geben, entscheidet die größere Anzahl der Siege. Gibt es auch hier noch keine Entscheidung, ist die größere Anzahl der zweiten Plätze ausschlaggebend usw.

## Teamwertung (bis 2006)
Bis zum Jahr 2006 wurde im Rahmen der Qualifikationsprüfung zum Großen Preis am Samstag die Teamwertung der Riders Tour ausgetragen. Für die Teamwertung zählten die Ergebnisse der drei Reiter eines Teams, die für die Teamwertung der Riders Tour nominiert wurden. Die Nominierung erfolgte im Vorfeld zur Tour und konnte im Nachhinein nicht mehr geändert werden. Bei der Teamwertung wurden die Fehlerpunkte und die Gesamtzeit der drei Reiter aus der Qualifikation jeweils am Samstagnachmittag addiert. Die Platzierung erfolgte anhand der Strafpunkte. Belegten mehrere Teams den ersten Platz mit derselben Anzahl von Strafpunkten, fand ein Stechen statt, das von jeweils einem Reiter der betreffenden Teams ausgetragen wurde. Am Ende der Tour wurde für jedes Team die Station mit der schlechtesten Platzierung gestrichen. Sieger der Teamwertung war das Team, welches am Ende die meisten Punkte auf seinem Konto hatte. Bei Punktegleichheit entschied die Anzahl der Siege.
Die Riders Tour-Teamwertung wurde von folgenden Mannschaften gewonnen:
- 2002: Audi quattro Team
- 2003: Audi quattro Team
- 2004: Audi quattro Team
- 2005: Moneymaxx Equestrian Team
- 2006: Sprehe Feinkost Team

## Riders Tour Dressur (2002)
Im Jahr 2002 wurde neben der Riders Tour im Springreiten auch eine Riders Tour-Wertung für Dressurreiter ausgetragen. Als Austragungsorte wurden fünf Veranstaltungsorte ausgewählt, bei denen auch Wertungsprüfungen der Springreiter ausgetragen wurde (Balve, Gera, Donaueschingen, Hannover, München). Die Gesamtwertung gewann Ulla Salzgeber vor Hubertus Schmidt und vor Heike Kemmer.